# Референдум у Ліхтенштейні (2012)
Конституційний референдум у Ліхтенштейні проводився 1 липня 2012 року та стосувався права вето на рішення референдумів. Пропозиція про зміни Конституції було відкинуто 76% голосів.

## Передумови
Перед референдумом 2011 року по абортам наслідний принц Ліхтенштейну Алоїз заявив, що накладе вето на зміну закону про добровільні аборти в перші 12 тижнів вагітності, якщо на референдумі громадяни підтримають зміну закону (рішення не пройшло).
У період з 29 березня по 9 травня 2012 року було зібрано достатньо підписів для організації Конституційного референдуму (1726 підписів було підтверджено при необхідних 1500). Ландтаг Ліхтенштейну 23 травня відхилив зміну закону (18 голосами проти 7), а потім призначив дату референдуму.

## Зміни Конституції
Запропоновані зміни Конституції стосувалися статей 9, 65, 66 і 112. До статті 9, у якій зазначено «Кожен закон вимагає для введення в дію санкції князя» пропонувалося додати «… або схвалення на референдумі». У статті 65 пропонувалося прибрати пропозицію «Якщо санкція князя не отримали протягом шести місяців, він (закон) повинен розглядатися як відхилений».

## Кампанія
Прихильники зміни Конституції, які б не дозволяли князю накладати вето на закони, схвалені на референдумі, виступали під гаслом «Так, щоб твій голос було враховано» (нім. Damit deine Stimme zählt). Їх опоненти організували кампанію «За Бога, князя та Батьківщину» (нім. Für Gott, Fürst und Vaterland).
Королівська родина заявила про готовність накласти вето на референдум, якщо він буде за позбавлення права принца на вето, тоді як сам спадковий принц Ліхтенштейну Алоїз заявляв про готовність відмовитися від престолу.

## Результати
| Так чи ні                                                                      | Так чи ні         | Кількість голосів | %       |
| ------------------------------------------------------------------------------ | ----------------- | ----------------- | ------- |
|                                                                                | Так               | 3 602             | 23,57%  |
|                                                                                | Ні                | 11 681            | 76,43%  |
| Дійсні бюлетені                                                                | Дійсні бюлетені   | 15 283            | 96,69%  |
| Недійсні бюлетені                                                              | Недійсні бюлетені | 524               | 3,31%   |
| Разом                                                                          | Разом             | 15 807            | 100,00% |
| Явка                                                                           | Явка              | 19 076            | 82,89%  |
| Джерело: Пряма демократія [Архівовано 9 липня 2015 у Wayback Machine.] (англ.) |                   |                   |         |